# Deákvári Antal
Deákvári Antal (1955. augusztus 12. –) labdarúgó, hátvéd.

## Pályafutása
1980 és 1982 között a Tatabányai Bányász labdarúgója volt. Az élvonalban 1980. augusztus 13-án mutatkozott be a Ferencváros ellen, ahol 1–1-es döntetlen született. Tagja volt az 1980–81-es ezüst- és az 1981–82 bronzérmes csapatnak. 1982 és 1983 között a Debreceni MVSC, 1986 és 1988 között a Kaposvári Rákóczi együttesében szerepelt. Az élvonalban összesen 83 mérkőzésen szerepelt és öt gólt szerzett.

## Sikerei, díjai
- Magyar bajnokság
  - 2.: 1980–81
  - 3.: 1981–82